# La Structure des mythes

La Structure des mythes est un article de l'anthropologue Claude Lévi-Strauss, publié en français en 1958 comme chapitre XI de son livre Anthropologie structurale, à partir de la traduction légèrement complétée et modifiée d'un article original en anglais, The Structural Study of Myth, publié en 1955 dans le Journal of American Folklore. Il s'agit d'un article-programme, pratique habituelle chez Lévi-Strauss consistant à faire la synthèse de ses travaux sur une thématique donnée lorsqu'il l'estimait arrivée à un certain degré de maturité, afin de la faire connaître au public scientifique et de présenter les orientations qu'il se fixe pour ses futurs travaux sur ce thème.
Il s'agit en l'occurrence, pour l'étude des mythes, de la première publication importante et synthétique de Lévi-Strauss, qui n'avait jusque-là abordé cette question que lors de ses enseignements à l'École pratique des hautes études (EPHE). Cet article a acquis une notoriété importante en mythologie et en anthropologie, en tant qu'une des applications les plus caractéristiques de la méthode structurale lévi-straussienne. Il inaugure ce qui va devenir le principal axe de travail de Lévi-Strauss tout au long de sa carrière, avec notamment la publication au long de la décennie 1960 de son ouvrage majeur, la tétralogie des Mythologiques.
Dans cet article apparaît pour la première fois la formule canonique du mythe, incursion la plus célèbre de Lévi-Strauss dans le champ de la formalisation mathématique.

## Contexte historique
Au début des années 1950, après une dizaine d'années de travaux sur la parenté à partir du modèle structural de la phonologie et de la linguistique, l’anthropologie structurale de Lévi-Strauss arrive à sa pleine maturité, avec notamment une communication orale en anglais (Social Structure) qui deviendra le célèbre manifeste méthodologique La Notion de structure en ethnologie (chap. XV de son Anthropologie structurale). Titulaire à partir de 1951 de la chaire dite des « Religions des peuples non civilisés » au sein de la Ve section de l'EPHE, Lévi-Strauss consacre son cours de l’année 1952-1953 aux mythes d’émergence des Indiens Hopis, Zuñis et Acomas, du groupe Pueblos,. Ce cours lui sert de banc d'essai et de travail préparatoire à la rédaction de la Structure des Mythes.

## Contenu de l'article
La Structure des mythes présente les différentes étapes du raisonnement en mythologie structurale, selon le paradigme linguistique puis musical.

### Introduction
L'ethnologue s'inscrit tout d'abord en rupture contre la plupart des écoles d'ethnologie religieuse existantes à l'époque, lesquelles selon lui considéraient de manière parcellaire et exclusive les faits de société que les mythes étaient réputés expliquer : sentiments et conflits humaines (école philosophique et psychologique), phénomènes naturels comme la météorologie ou l’astronomie (école symboliste), relations et organisation sociale (école sociologique). En outre, ces différentes tendances ou écoles avaient en commun de considérer le mythe comme un récit maladroit, archaïque et/ou naïf, qu’il s’agissait alors de traduire conceptuellement et de nettoyer de ses présupposés imaginaires : « De quelque manière qu'on envisage les mythes, ils semblent se réduire tous à un jeu gratuit, ou à une forme grossière de spéculation philosophique ».

### Modèle linguistique
Lévi-Strauss propose, en lieu et place, d'utiliser à titre de méthode, le principe structural employé par les linguistes et phonologues, consistant depuis Saussure à détacher les sons de la langue de toute signification, puisque le même son dans différentes langues peut avoir des valeurs sémantiques différentes, et à ne considérer la valeur des sons que par les relations qu'ils entretiennent. Cependant cette analogie doit se limiter à une valeur didactique, et être considérée avec prudence car les unités élémentaires que l'on peut identifier dans un mythe (les mythèmes) ne sont pas équivalents aux phonèmes de la langue: le mythe utilise l'outil du discours pour se construire, il est « simultanément dans le langage et au-delà […] ; un langage qui travaille à un niveau très élevé, et où le sens parvient, si l'on peut dire, à décoller du fondement linguistique sur lequel il a commencé par rouler ».
L'article détaille ensuite la méthode proposée par Lévi-Strauss pour identifier ces mythèmes. Elle ne diffère pas de l'enquête classique utilisée en anthropologie structurale : analyse minutieuse de chaque mythe en corrélation avec son contexte ethnographique, recherche de la séquence d'événements se succédant dans le récit, établissement d'une fiche par phrase mythique avec pour chaque événement « un numéro correspondant à sa place dans le récit ». Une cartographie comparative des différentes phrases mythiques peut alors être établie.

### Modèle musical
À ce stade du raisonnement, la mythologie structurale doit dépasser, dit Lévi-Strauss, le paradigme linguistique qui est purement synchronique par définition et donc incapable de rendre compte de l'ordonnancement temporel (diachronique) des phrases mythiques et de leurs unités élémentaires.
Intervient alors un paradigme moins formaliste utilisant l'analogie avec la musique : la combinatoire synchronique (les relations entre mêmes unités élémentaires se répétant au long du mythe) et diachronique (séquence temporelle de ces unités suivant le déroulement du mythe) se déchiffre de la même manière qu'une partition musicale, permettant d'identifier l'harmonie du mythe, c'est-à-dire la répétition de séquences identiques constituant des paquets de relations: « les véritables unités constitutives du mythe ne sont pas des relations, mais des paquets de relation ». Pour illustrer cette proposition théorique, outre l'analogie avec la partition musicale, Lévi-Strauss propose celle du jeu de cartes (les paquets de relations sont par exemple les différentes couleurs, qui répètent entre elles les différentes valeurs des cartes comme l'as ou le valet), ou encore celle d'une série de nombres :

« un peu comme si on nous présentait une suite de nombres entiers [...] en nous assignant la tâche de regrouper tous les 1, tous les 2, tous les 3, etc., sous forme de tableau [...]. Si nous avions à raconter le mythe, nous ne tiendrions pas compte de cette disposition en colonnes, et nous lirions les lignes de gauche à droite et de haut en bas. Mais dès qu'il s'agit de comprendre le mythe, une moitié de l'ordre diachronique (de haut en bas) perd sa valeur fonctionnelle et la « lecture » se fait de gauche à droite, une colonne après l'autre, en traitant chaque colonne comme un tout. Toutes les relations groupées dans la même colonne présentent, par hypothèse, un trait commun qu'il s'agit de dégager. »

### Exemple du mythe d'Œdipe
Lévi-Strauss prend alors l'exemple du mythe d'Œdipe, qu'il compare à des mythes amérindiens étonnamment semblables en les décomposant tous en séquences élémentaires disposables sur un tableau. Au terme d'une assez longue discussion sur l'interprétation historique des motifs mythiques, apparaissent finalement quatre colonnes comme autant de traits élémentaires : 
1. rapports de parenté surestimés ;
2. rapports de parenté sous-estimés ;
3. négation de l'autochtonie de l'homme (destruction des monstres qui empêchent l'homme de naître de la terre) ;
4. persistance de l'autochtonie humaine (héros boiteux, motif fréquent en mythologie pour l'homme émergeant de la terre).

Ces quatre colonnes-motifs se répondent deux à deux : (1) est à (2) ce que (3) est à (4). Ainsi interprété à l'américaine, le mythe d’Œdipe permet de résoudre la contradiction insurmontable entre la constatation empirique qu'un individu naît de l'union d'un homme et d'une femme, et la croyance imposée par la société en l'autochtonie de l'homme (sa naissance depuis la terre), en offrant « une sorte d'instrument logique qui permet de jeter un pont entre le problème initial - naît-on d'un seul ou bien de deux ? - et le problème dérivé [...] : le même naît-il du même, ou de l'autre ? [...] La vie sociale vérifie la cosmologie dans la mesure où l'une et l'autre trahissent la même structure contradictoire ».

### Nouvelles versions d'un mythe
Lévi-Strauss introduit ensuite un certain nombre de précisions découlant de cette méthode d'analyse. En particulier, elle apporte une solution séduisante à un problème classique, l'absence de certains motifs dans différentes versions historiques d'un mythe : ces absences se font toujours en corrélation (deux à deux) et ne remettent donc pas en question la structure générale des paquets de relations (harmonie du mythe).
De cette première solution découle une seconde, répondant à un autre obstacle classique: quelle est parmi toutes les versions historiquement décrites la bonne version du mythe? Aucune, répond Lévi-Strauss : « nous proposons, au contraire, de définir chaque mythe par l'ensemble de toutes ses versions. Autrement dit : le mythe reste mythe aussi longtemps qu'il est perçu comme tel ». Ce qui signifie que chaque tentative d'expliquer un mythe ne fait en réalité que lui ajouter une nouvelle version, ni plus ni moins authentique, ce que réalise par exemple la psychanalyse en cherchant à explorer l'inconscient individuel à l'aide du mythe d'Œdipe : « On n'hésitera donc pas à ranger Freud, après Sophocle, au nombre de nos sources du mythe d'Œdipe ». Cela implique de ne jamais omettre une version disponible d'un mythe dans son analyse structurale, sous peine d'en fausser les résultats, la validité de la méthode étant d'autant meilleure que le nombre de versions est élevé, à la façon d'une analyse statistique. D'ailleurs, reconnaît Lévi-Strauss, lorsque se multiplient les versions locales d'un même mythe, le nombre d'entrées dans les tableaux d'analyse se multiplie d'autant et apparaissent des difficultés techniques nécessitant un traitement « mathématique, applicable à ces systèmes pluridimensionnels trop complexes pour nos méthodes empiriques traditionnelles ».

### Exemple des mythes Zuñis d'émergence
Lévi-Strauss fournit en un long développement l'exemple des mythes des Indiens Pueblos qui ont fait l'objet de son cours à l'EPHE de l'année 1952-53. Il s'agissait de tester sur un grand nombre de mythes un modèle fourni par l'analyse structurale à partir de quelques-uns, et « destiné à opérer une médiation entre la vie et la mort ». Les versions de différents auteurs sont comparées, avec des résultats probants permettant d'identifier et d'expliquer les variantes de figures mythiques récurrentes comme le trickster (sorte de tricheur, d'illusionniste joueur de tours) qui constituent un état intermédiaire (un personnage médiateur) entre les extrémités de la série mythique, disposées en une symétrie inverse.

### Formule canonique du mythe
À partir de cet exemple de structure symétrique inversée dans les mythes Zuñis, Lévi-Strauss mentionne pour la première fois une formule mathématique issue de la théorie des groupes de Klein, combinant deux fonctions et deux termes, dite formule canonique : Fx (a) : Fy (b) ≈ Fx (b) : Fa-1 (y), qui se lit : la fonction X de a est à la fonction Y de b ce que la fonction X de b est à la fonction a-1 (ou 1/a) de Y. Le principe de cette formule est la triple permutation (ou inversion) : des termes entre eux (a et b), entre terme et fonction (y et b), et d'un terme sur lui-même (a et non-a, ou a-1).
Le caractère hautement abstrait de la formule, le peu d'explications et d'exemple fournis à l'appui par Lévi-Strauss dans l'article et le peu d'usage qu'il en fera ultérieurement, feront naître un mystère sur ses origines et lui donneront une assez grande notoriété. Le philosophe et anthropologue Lucien Scubla lui consacrera une thèse, reprise peu après dans un ouvrage. L'anthropologue Maurice Godelier consacre en 2013 dans son livre Lévi-Strauss un assez long développement sur la formule canonique.

### Pensée mythique et pensée scientifique
L'article se termine sur une ouverture brève (deux paragraphes) vers une thématique qui apparaissait déjà dans Race et Histoire en 1952 et que Lévi-Strauss reprendra dans des publications ultérieures : une analogie de structure entre la pensée mythique et la pensée scientifique, donc entre les sociétés dites primitives et celles dites développées, et par conséquent une remise en question radicale de la notion de progrès.